# Cristianópolis
Cristianópolis is een gemeente in de Braziliaanse deelstaat Goiás. De gemeente telt 3.174 inwoners (schatting 2009).

## Aangrenzende gemeenten
De gemeente grenst aan Bela Vista de Goiás, Piracanjuba, Pires do Rio, Santa Cruz de Goiás en São Miguel do Passa-Quatro.